# Картмелл, Натаниэль
Натаниэль Джон Картмелл (англ. Nathaniel John Cartmell; 13 января 1883, Юнионтаун, Кентукки — 23 августа 1967, Форест Хиллс, штат Нью-Йорк) — американский легкоатлет, чемпион и призёр летних Олимпийских игр.
Участвовал в летних Олимпийских играх 1904 в Сент-Луисе. В беге на 60 м он дошёл до полуфинала, а в гонках на 100 и 200 м он занимал вторые места, став дважды серебряным призёром.
На летних Олимпийских играх 1908 в Лондоне Картмелл снова участвовал в трёх дисциплинах. Он стал четвёртым в беге на 100 м, выиграл бронзовую медаль в забеге на 200 м и вместе со своей командой стал победителем в смешанной эстафете.